# Pruitt Taylor Vince
Pruitt Taylor Vince (Baton Rouge, Luisiana; 5 de julio de 1960) es un actor de carácter estadounidense. Es conocido por interpretar Jonathan Kent, el padre de Clark Kent, en la película Superman (2025). Ha tenido papeles en las películas Mississippi Burning (1988), Jacob's Ladder (1990), JFK (1991), Identity (2003) y Constantine (2005). Interpretó a J.J. LaRoche en The Mentalist (2008-2015) y ha aparecido en varias otras series de televisión. En 1997, ganó un premio Primetime Emmy por su papel de asesino como Clifford Banks en la segunda temporada de la serie de televisión Murder One.

## Biografía
Vince nació en Baton Rouge (Luisiana). Asistió a la Universidad Estatal de Luisiana, y comenzó a actuar debido a un error: una de las computadoras falló en su registro de secundaria y colocó a Vince en una clase de actuación, una materia a la cual empezó a asistir y no dejó.
Durante la mayor parte de su vida, Vince ha tenido una condición llamada nistagmo, el movimiento involuntario del ojo.

## Trayectoria profesional
Inició su carrera como actor en 1986, en la película Down by Law, de Jim Jarmusch, pero sus apariciones fueron cortadas de la cinta en la sala de montaje. Su primer papel como protagonista fue en Heavy (1995), una película independiente dirigida por James Mangold, en donde hace el papel de un solitario chef que se ve alterado por la llegada de una nueva camarera personificada por Liv Tyler. Consiguió papeles de relevancia en varias películas importantes, incluyendo Misisipi en llamas, con un papel como un miembro del Ku Klux Klan, JFK como Lee Bowers y Nobody's Fool como el mejor amigo del personaje protagonista. Otro de sus papeles más importantes es el de Max en La leyenda del pianista en el océano (1998), junto a Tim Roth y dirigida por el italiano Giuseppe Tornatore.

## Filmografía

### Largometrajes
| Año  | Título original                              | Personaje                     | Ref   |
| ---- | -------------------------------------------- | ----------------------------- | ----- |
| 1986 | Down by Law                                  | (Desacreditado)               |       |
| 1987 | Angel Heart                                  | Det. Deimos                   |       |
| 1987 | Shy People                                   | Paul                          |       |
| 1987 | Barfly                                       | Joe                           |       |
| 1988 | Red Heat                                     | Night Clerk                   |       |
| 1988 | Mississippi Burning                          | Lester Cowens                 |       |
| 1989 | K-9                                          | Benny the Mule                |       |
| 1989 | Homer and Eddie                              | Cashier                       |       |
| 1990 | Wild at Heart                                | Buddy                         |       |
| 1990 | Fear                                         | Shadow Man                    |       |
| 1990 | Come See the Paradise                        | Augie Farrell                 |       |
| 1990 | Jacob's Ladder                               | Paul                          |       |
| 1991 | JFK                                          | Lee Bowers                    |       |
| 1994 | China Moon                                   | Daryl Jeeters                 |       |
| 1994 | City Slickers II: The Legend of Curly's Gold | Bud                           |       |
| 1994 | Natural Born Killers                         | Deputy Warden Kavanaugh       |       |
| 1994 | Nobody's Fool                                | Rub Squeers                   |       |
| 1995 | Heavy                                        | Victor Modino                 |       |
| 1995 | Under the Hula Moon                          | Bob                           |       |
| 1996 | The Cottonwood                               | Mark Salli                    |       |
| 1996 | Beautiful Girls                              | Stanley 'Stinky' Womack       |       |
| 1997 | The End of Violence                          | Frank Cray                    |       |
| 1997 | A Further Gesture                            | Scott                         |       |
| 1997 | Cold Around the Heart                        | Johnny 'Cokebottles' Costello |       |
| 1998 | Dr. Dolittle                                 | Paciente de Hammersmith       |       |
| 1998 | The Legend of 1900                           | Max Tooney                    |       |
| 1998 | Love from Ground Zero                        | Walter                        |       |
| 1999 | Mumford                                      | Henry Follett                 |       |
| 2000 | Nurse Betty                                  | Ballard                       |       |
| 2000 | The Cell                                     | Dr. Reid                      |       |
| 2002 | 13 Moons                                     | Owen                          |       |
| 2002 | Rebellion                                    | Vito                          |       |
| 2002 | S1m0ne                                       | Max Sayer                     |       |
| 2002 | Trapped                                      | Marvin                        |       |
| 2003 | Identity                                     | Malcolm Rivers                |       |
| 2003 | Monster                                      | Gene / Stuttering "John"      |       |
| 2005 | Constantine                                  | Father Hennessey              |       |
| 2005 | Drop Dead Sexy                               | Spider                        |       |
| 2007 | When a Man Falls in the Forest               | Travis                        |       |
| 2007 | Captivity                                    | Ben Dexter                    |       |
| 2008 | The Echo                                     | Joseph                        |       |
| 2009 | The Smell of Success                         | Cleveland Clod                |       |
| 2009 | In the Electric Mist                         | Lou Girard                    |       |
| 2009 | Don McKay                                    | Mel                           |       |
| 2009 | Leaves of Grass                              | Big Joe Sharpe                |       |
| 2011 | Stanley DeBrock                              | Earl Wayne                    |       |
| 2011 | Flypaper                                     | Wyatt 'Jelly' Jenkins         |       |
| 2011 | Cameraman                                    | Jeremy                        |       |
| 2011 | Drive Angry                                  | Roy                           |       |
| 2011 | On the Inside                                | Ben Marshal                   |       |
| 2011 | Butter                                       | Ned Eaten                     |       |
| 2011 | Creature                                     | Grover                        |       |
| 2012 | Bending the Rules                            | Happy                         |       |
| 2012 | Jules Verne's Mysterious Island              | Gideon Spilett                |       |
| 2012 | Brake                                        | Driver / Boss Terrorist (voz) |       |
| 2013 | Broken Blood                                 | Earl Wayne                    |       |
| 2013 | Homefront                                    | Werks                         |       |
| 2013 | Dark Tourist                                 | Carl Marznap                  |       |
| 2013 | Beautiful Creatures                          | Mr. Lee                       | [ 4 ] |
| 2013 | 13 Sins                                      | Vogler                        | [ 5 ] |
| 2015 | The Devil's Candy                            | Ray Smilie                    |       |
| 2016 | 59 Seconds                                   | Robert                        |       |
| 2018 | Gotti                                        | Angelo Ruggiero               |       |
| 2018 | Bird Box                                     | Rick                          |       |
| 2025 | Superman                                     | Jonathan Kent                 | [ 1 ] |

### Series
| Año       | Título original                      | Personaje           | Notas                                            | Ref   |
| --------- | ------------------------------------ | ------------------- | ------------------------------------------------ | ----- |
| 1988      | Miami Vice                           | Cruz                | Serie; episodio: "Bad Timing"                    |       |
| 1990      | In the Heat of the Night             | Leonard Grissom     | Serie; episodio: "Perversions of Justice"        |       |
| 1992      | Quantum Leap                         | Hank Pilcher        | Serie; episodio: "Moments to Live - May 4, 1985" |       |
| 1993      | Sisters                              | Joe Abruzzia        | Serie; episodio: "Things Are Tough All Over"     |       |
| 1995      | Chicago Hope                         | Walter Platt        | Serie; episodio: "Small Sacrifices"              |       |
| 1995      | The Marshal                          | Two-Cats            | Serie; episodio: "Buy Hard"                      |       |
| 1995      | Highlander                           | Mikey               | Serie; episodio: "The Innocent"                  |       |
| 1996      | The X-Files                          | Gerry Schnauz       | Serie; episodio: "Unruhe"                        |       |
| 1997      | Murder One: Diary of a Serial Killer | Clifford Banks      | Miniserie                                        |       |
| 1997      | Murder One                           | Clifford Banks      | Serie; 6 episodios                               |       |
| 2001      | Gideon's Crossing                    | James Tooley        | Serie; episodio: "The Lottery"                   |       |
| 2001      | Thieves                              | Roy Lichter         | Serie; episodio: "Dey Got De Degas"              |       |
| 2003      | The Handler                          | Ray / Sergei        | Serie; episodio: "Street Boss"                   |       |
| 2003      | Alias                                | Campbell / Schapker | Serie; episodio: "Breaking Point"                |       |
| 2004      | Touching Evil                        | Cyril Kemp          | Serie; 5 episodios                               |       |
| 2004      | CSI: Crime Scene Investigation       | Marty Gleason       | Serie; episodio: "Swap Meet"                     |       |
| 2005–2006 | Deadwood                             | Mose Manuel         | Serie; 10 episodios                              |       |
| 2006      | House                                | George              | Serie; episodio: "Que Sera Sera"                 |       |
| 2008      | Canterbury's Law                     | Louis Minot         | Serie; episodio: "Baggage"                       |       |
| 2010      | Infamous                             | The Patriarch       | Serie; 3 episodios. También director.            |       |
| 2010      | Memphis Beat                         | Martin Matthews     | Serie; episodio: "I Want to Be Free"             |       |
| 2010–2013 | The Mentalist                        | J.J. LaRoche        | Serie; 12 episodios                              |       |
| 2011      | The Cape                             | Goggles             | Serie; episodio: "Goggles and Hicks"             |       |
| 2011      | The Walking Dead                     | Otis                | Serie; 3 episodios                               |       |
| 2012      | Justified                            | Glen Fogle          | Serie; episodio: "Harlan Roulette"               |       |
| 2012      | Bones                                | Haze Jackson        | Serie; episodio: "The Prisoner in the Pipe"      |       |
| 2012      | Hawaii Five-0                        | Richard Branche     | Serie; episodio: "Ha'alele"                      |       |
| 2014      | True Blood                           | Finn                | Serie; 5 episodios                               |       |
| 2015      | Heroes Reborn                        | Casper Abraham      | Serie; 7 episodios                               | [ 6 ] |
| 2017      | Stranger Things                      | Ray Carroll         | Serie; 2 episodios                               |       |
| 2017–2018 | Agents of S.H.I.E.L.D.               | Grill               | Serie; 4 episodios                               | [ 7 ] |
| 2018      | The Blacklist                        | Lawrence Devlin     | Serie; 2 episodios                               |       |
| 2024      | Lady in the Lake                     | —                   | Serie                                            |       |

### Telefilmes
| Año  | Título original                | Personaje           | Ref |
| ---- | ------------------------------ | ------------------- | --- |
| 1989 | I Know My First Name is Steven | Irving Murphy       |     |
| 1991 | Sweet Poison                   | Coyle               |     |
| 1991 | Dead in the Water              | Lou Rescetti        |     |
| 1992 | Till Death Us Do Part          | Michael Brockington |     |
| 1997 | Night Sins                     | Olie Swain          |     |
| 2003 | L.A. Confidential              | Sid Hudgens         |     |